# Ulrich Wilhelm Schwerin von Schwanenfeld
Pour les articles homonymes, voir Schwerin.
Le comte Ulrich Wilhelm Schwerin von Schwanenfeld (né le 21 décembre 1902 à Copenhague; mort le 8 septembre 1944 à Berlin-Plötzensee) était un propriétaire terrien, un officier et résistant allemand.

## Biographie
De conviction sociale chrétienne, Schwerin s'est très vite opposé au nazisme. Déjà en 1935, il est d'avis qu'Adolf Hitler devait être tué pour mettre fin au nazisme. À partir de 1938, Schwerin, ainsi que ses amis intimes, le comte Peter Yorck von Wartenburg (qu'il connaît depuis leur scolarité commune à l'école du monastère de Rossleben), et Fritz-Dietlof von der Schulenburg, appartiennent à un réseau proche de la résistance et plus tard au Cercle de Kreisau. Le comte Schwerin von Schwanenfeld est officier dans la Wehrmacht depuis le début de la Seconde Guerre mondiale. En 1942, il est rattaché par Hans Oster au service du renseignement de l'Abwehr du commandement supérieur de la Wehrmacht à Berlin.
Il participe à l'attentat raté du 20 juillet 1944 contre Hitler.
Il est arrêté dans la nuit du 21 juillet et condamné à mort le 21 août par le Volksgerichtshof présidé par Roland Freisler, en même temps que Fritz Thiele et le baron Ludwig von Leonrod.
Le 8 septembre (selon d'autres sources le jour même du jugement), Schwerin est pendu à la prison de Plötzensee.